# Spilosoma rubrocollaris
Spilosoma rubrocollaris là một loài bướm đêm thuộc phân họ Arctiinae, họ Erebidae.